# Kostel svatého Jakuba Staršího (Vlkaneč)
Kostel svatého Jakuba Staršího je římskokatolická orientovaná jednolodní stavba stojící uprostřed hřbitova na severním konci návsi v obci Vlkaneč v okrese Kutná Hora. Do konce roku 2007 byl farním kostelem místní farnosti, po jejím sloučení s farností Zbýšov v Čechách je kostelem filiálním. Jedná se o kostel se středověkým jádrem, renesančně a barokně upravovaný, který je společně s ohradní zdí a dvěma branami chráněn jako  kulturní památka České republiky.

## Historie
Kostel ve Vlkanči je zmiňován jako farní v roce 1352, 1361 a 1384, jeho raně gotické jádro, téměř kompletně dochované v obvodovém zdivu, je však ještě starší, z doby kolem roku 1300. Na konci 16. století, v letech 1590–1592, byl kostel renesančně rozšířen o presbyterium a pravděpodobně došlo i k zaklenutí lodi. Další úpravy kostela proběhly v letech 1706–1710, kdy byla k západnímu průčelí přistavěná věž a k severní straně presbytáře sakristie, v roce 1741 byl kostel vybílen. Farnost, která po roce 1620 zanikla, byla jako administratura obnovená v roce 1775 a v roce 1792 byl při ní opět ustanoven farář. Tehdy byla nákladem hraběte Leopolda Viléma z Kolowrat postavená budova farnosti a škola. Lze se domnívat, že došlo i ke stavebním úpravám kostela, při nichž byla sakristie zvýšená o patro s oratoří. Pravděpodobně až ve 20. století byla k severní straně lodi přistavěná márnice, v letech 1907–1914 bylo původní zařízení kostela z 18. století nahrazeno novým.

## Popis

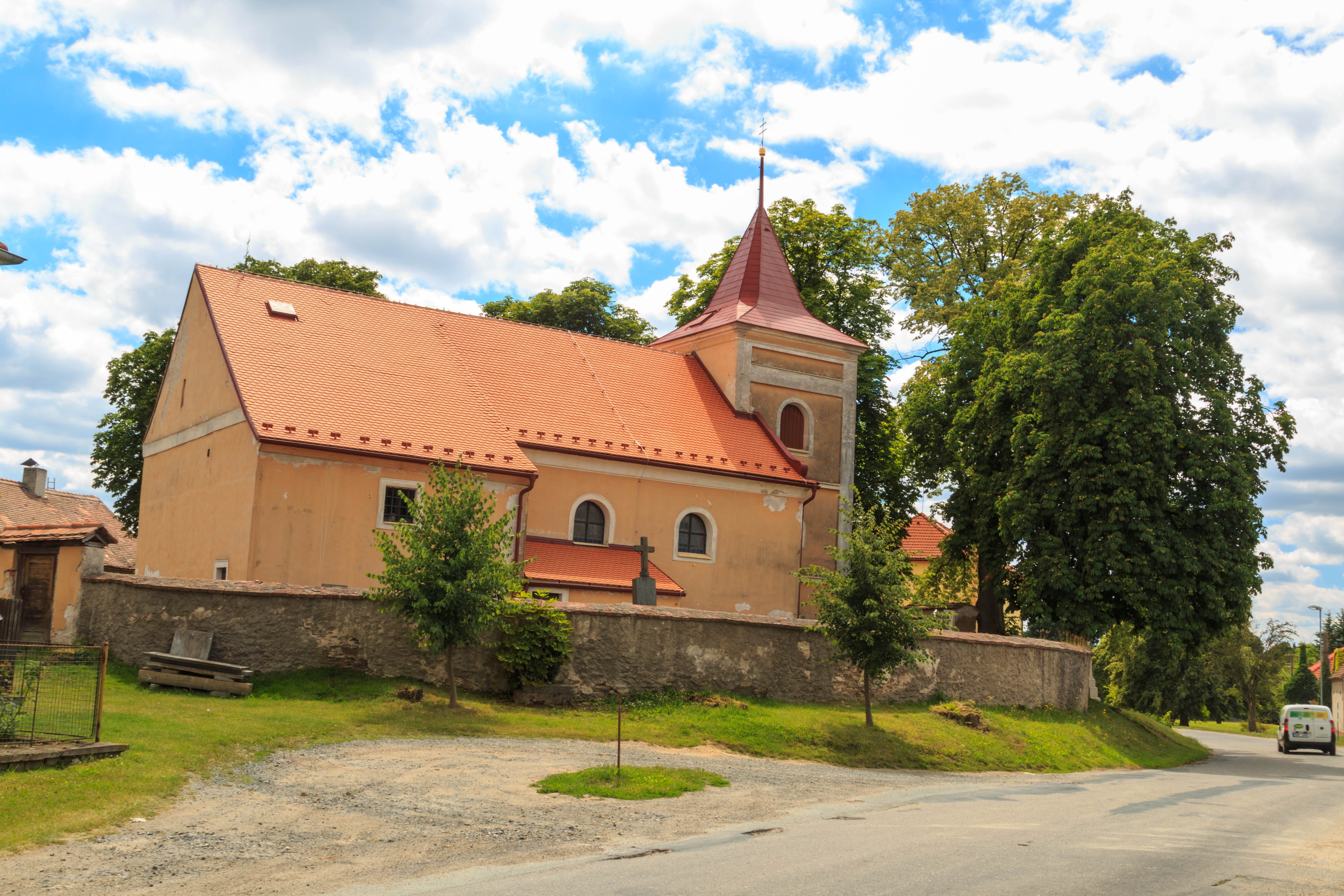
Kostel od severovýchodu, se sakristií s oratoří a pultovou střechou márnice.

Kostel je jednolodí na obdélném půdorysu, na východě zakončené užším pravoúhle zakončeným kněžištěm a na západě, v ose stavby, dvoupatrovou hranolovou věží. K severní straně presbytáře přiléhá patrová sakristie, na níž vně navazuje stejně hluboká přízemní márnice při boku lodi. Loď i kněžiště je zastřešená sedlovou střechou krytou taškami, věž má střechu jehlancovou, oplechovanou, přístavek márnice kryje pultová střecha. Fasády lodi a závěru mají hladké omítky, členěné pouze profilovanou korunní římsou, zdobněji je pojednaná jen fasáda věže. Ta má nárožní štukové lizény a neprofilované kordonové římsy. Loď i věž mají obdélná, půlkruhově zaklenutá okna ve štukových šambránách, půlkruhový záklenek má i jednoduchý hlavní portál.
Vstup do kostela je podvěžím s jedním polem křížové klenby, dvě pole křížové hřebínkové klenby lodi jsou svedeny na římsové hlavice přízedních pilastrů. Loď je od kněžiště oddělená půlkruhovým triumfálním obloukem, jedno pole hřebínkové křížové klenby presbytáře dosedá na římsové konzoly, sakristie je plochostropá a zcela nezdobená.
Původní zařízení kostela z 18. století, které bylo částečně přeneseno ze Sedleckého kláštera, bylo v letech 1907–1914 nahrazeno za mramorové z Oberlamu v Salcbursku. Jednalo se o oltář, křtitelnici a Boží hrob. Ze čtyř zvonů se v kostele dochoval jediný. Je z roku 1592 o průměru 70 cm a výšce 57 cm a nese nápis: „SLITEG GEST ZWONEC TENTO KE CTI A CHWALE BOZI LETA PANIE 1592“. Dva ze zbylých zvonů byly zrekvírovány v roce 1916. Jeden nesl nápis: „Bdete a modlete se neb nevite dne ani hodiny 1590“, druhý nedatovaný o průměru 76 cm měl nápis: „Tento zvon dielan ge, aby lide wedeli kdy se na slowo bozi zchazeti“. Obraz na hlavním oltáři s postavou svatého Jakuba a vlkanečským kostelem v pozadí je obměněná kopie poničeného původního obrazu, kterou vytvořil akademický malíř Adolf Russ z Hradce Králové. V roce 1977 byl interiér kostela upraven podle projektu architektky Naděždy Zachardové a malíře Bohumila Hartmana.